# ستنمر (باركشير)
ستنمر (بالإنجليزية: Stanmore, Berkshire)‏ هي قرية تقع في المملكة المتحدة في جنوب شرق إنجلترا.